# Presnoy
Presnoy is een gemeente in het Franse departement Loiret (regio Centre-Val de Loire) en telt 164 inwoners (1999). De plaats maakt deel uit van het arrondissement Montargis.

## Geografie
De oppervlakte van Presnoy bedraagt 7,6 km², de bevolkingsdichtheid is 21,6 inwoners per km².
De onderstaande kaart toont de ligging van Presnoy met de belangrijkste infrastructuur en aangrenzende gemeenten.

## Demografie
Onderstaande figuur toont het verloop van het inwonertal (bron: INSEE-tellingen).